# Podłaźnik
Podłaźnik, połaźnik, podłaźniczek – w tradycjach słowiańskich pierwszy gość, gość obrzędowy, nazywany czasami „boskim gościem”, który przychodzi do domu na Boże Narodzenie, lub w jakieś święto między dniem św. Dymitra a świętem Trzech Króli, który przynieść ma domownikom szczęście, powodzenie, zdrowie i dostatek na nadchodzący rok. Rzadziej rolę podłaźnika przejmuje zwierzę, które wprowadza się do domu, co także ma przynieść szczęście. Obrzęd znany głòwnie Polakom, Słowakom, Słoweńcom, Serbom, Chorwatom, Bułgarom i Ukraińcom. Uważa się, że podłaźnik jest posłańcem przodków, który łączy świat żywych i zmarłych.

## W Polsce
W Polsce podłaźnik odwiedzał domy i darował mieszkańcom zielone gałązki ozdabiane bibułą, nazywane podłaźniczkami. Podłaźnik składał też mieszkańcom życzenia. Taki zwyczaj obchodzenia nazywano połazami lub podłazami. Na Śląsku Cieszyńskim podłazami nazywano drugi dzień świąt. W Polsce południowej podłaźnik przychodził w dzień św. Szczepana. Księża często zakazywali chodzenia w podłazy na Boże Narodzenie.
Mężczyźni, którzy przychodzili do krewnych i sąsiadów, obsypywali owsem dom i wszystkich obecnych, mówiąc: „Na szczęście, na zdrowie, na to Boże Narodzenie, żeby wam się darzyło, mnożyło wszystko dobrze w komorze, w oborze i w roli. Daj Boże! Żebyście tyle mieli wołków, ile w dachu kołków, tyle koników, ile w płocie kulików, tyle owiec, ile w lesie mrowiec; Żebyście tacy byli weseli, jako w niebie anieli” (powiat nowotarski)

## Na Słowacji
Na Słowacji wizyta podłaźnika w domu jest formą kolędowania. Przybycie młodych, zdrowych dzieci z zielonymi gałązkami jodły oznacza, że osoba, która je przysłała w dniu św. Tomasza (21 grudnia) życzy domownikom, aby byli weseli, zdrowi i młodzi jak dzieci, jednocześnie obawiano się przybycia osób starych i chorych, gdyż miało to zwiastować śmierć i choroby. Pilnowano także, aby podłaźnik nie przyszedł w futrze, gdyż zapowiadać miało to właścicielom utratę żywego inwentarza. W słowackich wsiach nie wolno było podłazić kobietom, ponieważ, jak wierzono, przynosi ona pecha. W Słowacji centralnej podłaźnik przychodził do domu z zieloną gałązką, którą wtykał za belkę stropową, żeby chleb i len rosły jak najwyżej. Podłaźnika obdarowywano chlebem i owsem; pierwszy gość, który wchodził do domu w Boże Narodzenie, otrzymywał chleb, aby bydło mogło się dobrze wypasać w lecie. W regionie zwoleńskim podłaźnikami bywali także winiarze.
Podłaźnikiem mógł być też pasterz, który przychodził w pierwszy dzień Nowego Roku z dwiema gałązkami – świerkową i brzozową. Następnie chłostał on tymi gałązkami domowników, co miało przynieść im zdrowie. Właściciele domu przechowywali te gałązki do wiosny, do czasu gdy po raz pierwszy wypędzali bydło na pastwisko.

### Słowacja Morawska
W Czechach, na Słowackich Morawach, najbardziej pożądanym podłaźnikiem był chłopiec lub małe zwierzę. Życzenia składano w formie wierszy (polazné vinše). Uważano, że podłaźnik musi przyjść do domu z przeciwnego kierunku w którym płynie rzeka (z dołu do góry, pod prąd), bo inaczej domownicy „lecieliby w dół jak woda” (keď z hory, to nedobry polažnik, a keď z dolu – dobry). Wierzono, że pojawienie się podłaźnika-chłopca przepowiada narodziny byków, a podłaźnika-dziewczynki jałówek. Podłaźnik otrzymywał specjalnie wypiekany chleb w kształcie krowy, kaczki lub ptaka.

## U Łemków
U Łemków podłaźnikiem nazywano gospodarza, który wracając znad rzeki przynosił do domu snop słomy owsianej (didok) i wiązkę siana i stawiał je w kącie domu; na pytanie gospodyni „Skąd jesteś, Podłaźniku?”, on odpowiadał: „Od wesołego, od bystrego, od dobrego i od szczęśliwego”.

## W Serbii
W Serbii podłaźnik nie był wybierany, lecz był pierwszą osobą, która przekroczyła próg domu w Boże Narodzenie. Podłaźnik i gospodarz wymieniali się życzeniami, a następnie podłaźnik sadzany był przy palenisku. Podłaźnik przesuwał kłodę (badnjak) w palenisku, co ma przynosić pomyślność w domu (okolice Szumadii), następnie uderzał przyniesionymi ze sobą gałązkami w węgiel, w tym samym czasie wymawiał formułę życzeniową – podłaźnik życzy domownikom tyle owiec, pieniędzy, rodziny i żywego inwentarza ile iskier wywołanych uderzeniami gałązek (Koliko varnica, toliko ovaca, novaca, čeljadi, govedi, jagnjadi, krmaka, trmaka). Gospodarze zakładali na podłaźnika biały, wełniany dywanik, następnie miał on usiąść na stołku, lecz w ostatniej chwili gospodyni zabierała stołek i podłaźnik upadał na podłogę. To miało spowodować, że zginą wszystkie ptaki drapieżne, lub, według inne wersji, w domu będzie szczęście. Czasami wieszano na słupie but z prawej nogi podłaźnika co miało powodować, że konopie będą rosły wysoko.

## W Bułgarii
W zachodniej Bułgarii rodziny często posiadały własnego, tradycyjnego podłaźnika, który był z roku na rok zapraszany na Boże Narodzenie by zapobiec nieszczęściom. Podłaźnikiem powinna być osoba o dobrym charakterze, być uprzejmym, zamożnym, zdrowym itd. – cechy te były przekazywane domownikom. Podłaźnikiem nie powinna być osoba ślepa, głucha, chora, garbata, z okaleczeniami, karzeł, dziecko urodzone poza małżeństwem. Podłaźnik nie powinien przychodzić z pustymi rękami lub pustym naczyniem, powinien natomiast nosić futro, by nikt nie zachorował lub nie umarł. Gość brał także z podwórka gałęzie czy słomę, rozkładał je przy ognisku w domu, następnie siadał na nich i udawał kurę, co miało spowodować, że kury będą pilnie wysiadywały jajka, a pisklęta będą bezpieczne. W Rodopach podłaźnik podsycał ogień aby pisklęta i dzieci narodziły się szybko i łatwo, jak iskry w palenisku.
W Bułgarii północnej podłaźnik rozjuszał ogień w palenisku gałęzią dębu, gruszy lub śliwy i wypowiadał formułę życzeniową wobec wszystkich ludzi, wedle której ludzie mieli mieć tyle kurcząt, kóz, jagniąt, cieląt, źrebiąt, niemowląt, miodu, oliwy i pszenicy ile iskier (Kołko iskrici, tołkowa pilenca, szilenca, jarenca, telenca, żrebenca, deczica, a naj-wecze mied i masło i beła pszenica na syw narod!). Gospodyni obsypywała podłaźnika pszenicą, fasolą, orzechami i suszonymi owocami, co miało wywołać płodność. Preferowano męskich podłaźników, jednak mogły to być także kobiety i dzieci; przybycie mężczyzny zapowiadało męskie potomstwo i zwierzęta, a przybycie kobiety zapowiadało żeńskie potomstwo. W niektórych miejscach preferowano kobiety – jej przybycie przepowiadało przyrost bydła i drobiu. Rolę podłaźnika pełnił czasami też członek rodziny, który jako pierwszy wychodził z domu i przynosił słomę. Podłaźnikiem bywał też najciężej pracujący członek rodziny, który w dzień św. Ignacego (20 grudnia) rozpalał ogień w palenisku i przynosił zieloną gałązkę (południowo-zachodnio Bułgaria).

## W Słowenii
W Słowenii podłaźnikami były dzieci. Przynosiły one do domu kłodę, następnie klęcząc na niej wypowiadały rymowane życzenia. Obdarowywano je prezentami co miało zapewnić szczęście domownikom. W Styrii po otrzymaniu chleba podłaźnik oddawał po kawałku chleba domownikom, co miało odpędzić pecha. Często też umawiano się z sąsiadem, który będzie ostrzegał przed niechcianym gościem. W Lendavie podłaźnik życzył dziewczętom męża (k moži, к moži), a chłopcom żony (k ženi, k ženi). W niektórych rejonach Styrii podłaźnik był zobowiązany przyjść wcześnie w dzień św. Łucji (13 grudnia), kiedy wszyscy jeszcze spali, i dać bydłu paszę, za co otrzymywał chleb (lucijžčak).

## Ugoszczenie podłaźnika
U Słowian południowych podłaźnik otrzymywał poczęstunek, pieczony chleb, trochę lnu, koszulę, ręcznik, skarpety lub wełnę i trochę monet. W przypadku Słowian zachodnich i Ukraińców dary były skromniejsze. W przypadku Chorwatów, podłaźnik, gdy otrzymał posiłek, musiał jeść łapczywie, aby wprowadzić do domu dobrobyt. W niektórych miejscach w Serbii podłaźnik był ugaszczany dopiero po roku, po upewnieniu się, że jest szczęśliwy.

## Zwierzę jako podłaźnik
W niektórych rejonach za szczególnie dobre uważano zwierzę w roli podłaźnika: wół, koń, krowa, świnia, owca, kogut; czasem preferowano młode zwierzę – cielę lub jagnię. Zwierzę było wprowadzane do domu w czasie jednego z ferii zimowych, okrążąło trzy razy stół i dostało smakołyk. W Słowacji za najlepszy podłaźnik uważano owcę, wierząc, że „przynosi wielkie szczęście” (prináša vel’ké śťástie). W Słowenii (Bela krajina) kogut jest świątecznym gościem, wnosi się go do domu i krąży wokół stołu. W Serbii wół otrzymuje bochenek (chleb z dziurką) lub wieniec żniwny poprzez nałożenie prezentów na jego róg. W Bułgarii do domu przynosi się prosię: jak prosię kopie ziemię ryjkiem do przodu, tak wszystko w domu „będzie szło do przodu” (szte wyrwi napred; Kiustendił, Radomir).

## Ozdoba świąteczna
Z tradycją podłaźnika powiązana jest też ozdoba świąteczna o podobnej nazwie. W Polsce najpopularniejszą nazwą tej ozdoby jest podłaźniczka. Jest to czubek drzewka iglastego, gałąź lub obręcz przetaka opleciona zielonymi gałązkami wieszane pod sufitem bezpośrednio nad stołem, lub w świętym kącie, jako ozdoba w czasie Bożego Narodzenia, gdzie zielone drzewko odnosiło się do pogańskiej symboliki życia. Oprócz tego wieszano także tzw. „pająki” ze słomy i inne ozdoby.
Ozdobą mogła być też zrobiona ze słomy, drzazg i trzciny, która stanowiła skomplikowaną sześciokątną, lub czworoboczną konstrukcją, spiętą sznurkami i ozdobioną papierowymi łańcuchami, kolorowym papierem, barwnymi piórkami i chmurkami. Słowacy na Górnym Spiszu mieli nad stołem wigilijnym przypinaną słomianą kurę (polazňička).

## Chleb
We wschodniej Słowacji polaznik jest obrzędowym chlebem bożonarodzeniowym wypiekanym w starodawny sposób – z grubej mąki, bez drożdży, w prostej formie, bez ozdób. Karpaccy Ukraińcy mają połaznik – chleb obrzędowy, przepasany płótnem. Otrzymywała go w prezencie osoba, która przyszła jako podłaźnik podczas jednych ze świąt zimowych. Taką nazwę nosi również potrawa pozostawiona przy wigilijnym stole dla dusz zmarłych przodków.